# Гольково
Гольково — деревня в Сергиево-Посадском районе Московской области, в составе муниципального образования Городское поселение Сергиев Посад (до 29 ноября 2006 года входила в состав Мишутинского сельского округа)).

## Население
| 2002 | 2006 | 2010 |
| ---- | ---- | ---- |
| 8    | ↗9   | →9   |

## География
Гольково расположено примерно в 12 км (по шоссе) на запад от Сергиева Посада, у истоков реки Пажа (левый приток Вори)
, высота центра деревни над уровнем моря — 231 м.

## Современное состояние
На 2016 год в деревне зарегистрировано 8 садовых товариществ. В 300 м западнее Гольково находится железнодорожная платформа 47 км Большого кольца МЖД.